# Йозеф Лісґаніґ

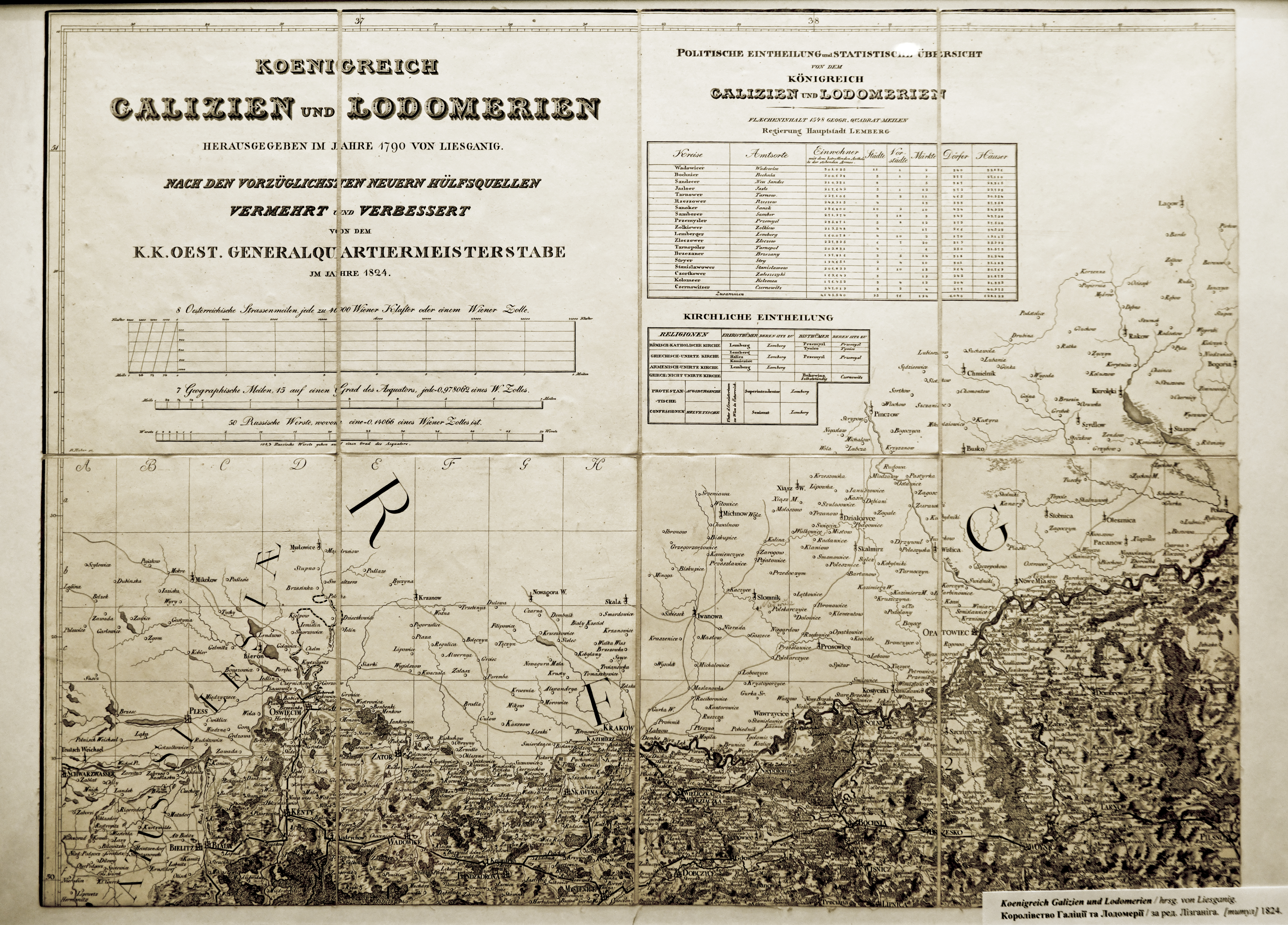
Фрагмент мапи Галичини і Лодомерії, опублікованої 1824 року за редакцією Йозефа Лізґаніґа, експонованої у Львівській науковій бібліотеці у 2019 році

Йозеф Ксавер Лісґаніґ (також Лізґаніґ), (нім. Joseph Xaver Liesganig, також Lisganich) (*13 лютого 1719, Ґрац, Австрійська імперія, нині Австрійська Республіка — †4 березня 1799, Лемберг (Львів), Австрійська імперія, нині Україна) — видатний австрійський астроном, геодезист, картограф, математик, педагог, будівельник, метролог, конструктор астрономо-геодезичних приладів і один з піонерів визначення розмірів Землі в Австрії і у світі. Доктор філософії (1750), професор (1750). Член ордену єзуїтів (1734—1773). Кервіник Астрономічної обсерваторії у Львові в 1773—1783 рр.

## Біографія
Йозеф Лісґаніґ навчався у Відні і у віці 15 років (1734) вступив до ордену єзуїтів. З 1742 р. працював вчителем математики в Граці, з 1744 р. професором риторики в Лінці. Після висвячення, яке отримав у 1748 р., у 1749 р. душпастирював у Комарно, а потім у 1751 р. у Кошицях, де також працював професором математики. У 1752 році він повернувся до Відня, де став професором математики у Віденському університеті, а в 1756 році був призначений директором Віденської єзуїтської обсерваторії. Після заборони ордену єзуїтів у 1773 році він переїхав в Україну, де працював з 1775 року професором механіки та членом ради механічних майстерень у так званому «Collegium Nobilium» у Львові. У 1772—1774 роках він керував картографуванням нещодавно отриманих внаслідок першого поділу Речі Посполитої територій монархії — Галичини та Володимирії. З 1773 року керував Обсерваторією у Львові, яка була закрита в 1783 році. У 1784 р. Він керував кадастровим картографуванням у Гутенбрунні (Нижня Австрія). У своїй роботі (Tabulae Memoriales Praecipua Arithmeticae, 1746) він описав цивільні та військові методи картографування.

## Картування галицьких земель
Отримавши доручення скласти мапу новоприєднаних до Австро-Угорщини галицьких земель, Йозеф Лізґаніґ провів усі польові роботи від серпня 1772 до весни 1774 і на їх підставі склав мапу «Ost Galizien» у масштабі 1:72.000 (опублікована а 1778 році). Через невигідність роботи в такому масштабі, Лізґаніґ зменшив її до 1: 144.000. Однак, у цій мапі «контролюючі органи» виявили багато фактичних помилок щодо адміністративних меж і перекручення назв населених пунктів, тому Надвірна канцелярія відкликала її тиражування, доручивши внести всі виявлені поправки. Після цього Лізґаніґ став дуже скрупульозно верифікувати кожну деталь, але навіть через чотири роки робота не була завершена. Імператор Йозеф II вирішив припинити зволікання і зобов'язав Лізґаніґа терміново завершити редагування мапи, необхідної для роботи адміністративних установ Австрійської Імперії. На той час відбувся новий адміністративний поділ, до Австро-Угорщини була приєднана Буковина (1777). Однак, минуло ще цілих шість років до моменту публікації в 1790 році 42-секційної мапи «Regna Galiciæ et Lodomeriæ», вигравіюваної Ґотфрідом Прікснером з багатим картушем роботи Франца Антона Маульбертча. На завершення, інженер Йоган Ліхтенштерн розробив на основі мап Лісґаніґа мапи шістьох адміністративних округів Галичини (опубліковані  1789 році). 